# 舒穆禄氏
舒穆禄氏（穆麟德轉寫：Šumuru hala）为满洲著姓，位列满族八大姓之一。
满语中，舒穆禄（穆麟德轉寫：Šumuru）意为“珊瑚”，是来源祖籍地名的滿族姓氏，其祖籍地在今黑龙江省海林市老宁古塔境内的舒穆禄山。舒穆禄氏的氏族起源于野人女真的库尔喀部:7—8。
此外，蒙古八旗和锡伯也有舒穆禄氏。

## 清代主要世家
《八旗满洲氏族通谱·卷六》将舒穆禄氏氏族分为四个体系：即库尔喀地方舒穆禄氏、浑春地方舒穆禄氏、朱舍里地方舒穆禄氏、各地方舒穆禄氏:14。

### 扬古利家族
正黄旗扬古利为世居浑春地方的库尔喀部长郎柱长子，郎柱被部下刺杀，其部举族内附清太祖努尔哈赤。此后扬古利手刃杀父仇人，割耳鼻食之，努尔哈赤深感其不同寻常，遂更加信任扬古利，并将女儿嫁给他，号额驸。扬古利率军征讨辉发、讷殷、朱舍里、安褚拉库、赫席黑、穆伦等地屡立战功，于哈达之役生擒哈达贝勒孟格布禄。此后，在与明朝的作战中，先后在界凡、商颜崖、铁岭、沈阳、辽阳等地击败明军，努尔哈赤特赐其仅次于八贝勒的地位，统领八旗左翼兵，授一等子。清太宗皇太极继位后，在北京之役击败满桂援军，又在锦州等地，于丙子战争中阵亡，追赠武勋王，陪葬昭陵，其后人初袭超品公，后因事降为一等公，雍正年间加世爵封号为一等英诚公。其次子领侍卫内大臣塔瞻、孙领侍卫内大臣爱星阿、曾孙领侍卫内大臣福善、元孙领侍卫内大臣海金、五世孙都统丰盛额等先后承袭。其中爱星阿曾任定西将军，于缅甸擒获南明永历帝。扬古利长子阿哈丹任参领兼佐领，从征湖广、云南、缅甸参与擒获永历帝有功，授云骑尉世职。
楞格理为扬古利二弟，任佐领、授骑都尉，屡立战功，征朝鲜时于义州首先登城，逐步晋升至一等子，历任刑部尚书、都统兼佐领。其长子穆成额、孙穆赫琳、曾孙四格等相继承袭。
纳木泰为扬古利三弟，赐姓觉罗，任兵部尚书期间考绩合格，授三等轻车都尉，调任都统，从征大凌河、锦州、松山、大同等地有功，升三等男，其次子阿拉密、孙奇兰布、曾孙吉绶等先后承袭。纳木泰长子巴雅尔图任佐领，攻皮岛时阵亡，优赠三等轻车都尉世职。纳木泰三子阿哈连任护军参领参与围攻锦州、入关诸役有功，授骑都尉世职。纳木泰之孙巴布连任护军参领，从征湖广、江西等处有功，授云骑尉世职。纳木泰曾孙巴尔汉任护军参领，征厄鲁特噶尔丹有功，授云骑尉世职。
谭泰为扬古利之弟，从征北京、大凌河、锦州、济南等地屡立战功，累功升至一等男，此后三围锦州之时击败明朝经略洪承畴部，晋二等子。入关诸役为清廷定鼎北京立功，晋三等公，但因事革爵。后授征南大将军平定江西，复授一等子，不久晋一等公，历任都统、吏部尚书，后获罪。谭泰长子唐乌哈任佐领，从征前屯卫、山海关等地有功，授骑都尉世职。
谭布亦为扬古利之弟，任佐领，从征黑龙江、三围锦州、山海关、淮安、四川、太原等地，累功晋至三等男，因事降为一等轻车都尉兼一云骑尉，后复授三等男世职，历任工部尚书、副都统、散秩大臣等职。其子喀岱、孙吴雅禄等先后袭爵。
伊尔德、额尔济赫皆为扬古利族侄。伊尔德因入塞、锦州、入关、河南、江南诸役有功，授一等侯兼一云骑尉，孙巴浑德、曾孙马哈达、元孙郭尔多等先后袭爵。马哈达承袭时世爵改为二等伯，巴浑德之长子巴隆分袭一云骑尉世职。此外，伊尔德曾孙绰尔多任西安将军。额尔济赫授骑都尉，取锦州有功，授三等轻车都尉，初次入塞时于蓟州阵亡，赠一等轻车都尉，其子额尔弼赫袭职。额尔弼赫从征宁远、锦州、山海关等地有功，加一云骑尉世职。额尔齐赫侄孙舒楞额任吏部侍郎兼副都统，从征噶尔丹时阵亡，赠骑都尉世职。
富达礼、朱策、吴勒、镶白旗包衣岱都喀皆为扬古利同族。富达礼任骁骑校，从征四川立功，授骑都尉世职。朱策任骁骑校，从征湖广阵亡，赠云骑尉世职。吴勒任委署护军校，从征三藩、噶尔丹立功，授骑都尉世职，其兄禅布任委署护军校，从征长沙阵亡，入昭忠寺。岱都喀元孙费杨古任护军校，从征浙江、福建等地有功，授骑都尉世职；元孙扎库打从征噶尔丹有功，授云骑尉世职。

### 叶臣家族
正白旗叶臣世居朱舍里，早年率族众三十户归附，努尔哈赤将其妹嫁给叶臣。不久，族叔岳朗额悖叛乱，被叶臣生擒，此后奉命移居胡勒，因此号胡勒额驸，于哈达之役中阵亡，赠三等轻车都尉。因无嗣，世职由其亲侄沙浑承袭，三遇恩诏加授一等轻车都尉兼一云骑尉，其子沙通阿、孙迈图、石林先后袭职，因石林无嗣，由其亲伯坡理承袭。坡理从征云南带伤奋战立功，晋为三等男，其子官柱袭职时改回二等轻车都尉世职。叶臣族弟根车赫之孙佛伦官至文渊阁大学士兼礼部尚书、托伦任都统，曾孙图郎阿任郎中，从征准噶尔阵亡，授云骑尉世职。
镶红旗耀蓝为叶臣同族，其子玛拉任护军校，从征浙江、福建、云南等地立功，授云骑尉世职。

### 其他
世居库尔喀未注明与扬古利家族同族的世家有正黄旗尼雅宁阿布库、倭赫两支。尼雅宁阿布库元孙赫绶任理藩院尚书、四世孙舒申任郎中，后革职发往军前效力阵亡，赠云骑尉世职。倭赫之子倭锡纳任护军校，从征云南阵亡赠云骑尉世职。
正蓝旗布噶世居吉阳，早年率部归附，编佐领使其统领，因平定拜常阿等四村之叛、征明朝有功，授二等轻车都尉，于沈阳之役阵亡，后裔一度因恩诏加至三等男，后又改回二等轻车都尉世职，其元孙嘉尔泰承袭时因事革退。布噶又一子巴林入关击败农民军有功，授云骑尉，三遇恩诏加至三等轻车都尉，其孙硕色承袭后征平凉阵亡，赠二等轻车都尉，其孙成明袭职时改为袭骑都尉，合并嘉尔泰被革之二等轻车都尉，授一等轻车都尉兼一云骑尉世职。布噶侄孙索柱任八品官，从征云南有功授云骑尉世职。
镶黄旗扎齐巴世居哈尔敏，早期率兄弟亲友归附，设半个佐领使其统御，征乌喇、辽东有功加至三等轻车都尉，任扎尔固齐，其子杜勒慎袭职，死后因无嗣停袭，顺治年间特旨以扎齐巴族元孙富尔逊降袭骑都尉世职。
正白旗额古德世居沾城，五世孙扎巴海任佐领，从征浙江舟山有功授云骑尉。其子春生袭职，从征云南有功晋骑都尉世职。额古德六世孙拉壁从征江西信丰县首先登城，授云骑尉，两遇恩诏加至骑都尉兼一云骑尉，其从弟李奇达袭时从征厄鲁特噶尔丹有功，加至三等轻车都尉，其孙舒宝改袭骑都尉世职。额古德七世孙穆腾额从征准噶尔阵亡，赠云骑尉世职。
正白旗穆翰世居浑春杜麻湖村，国初率族弟等归附，族孙爱塔任护军校，从征吴三桂阵亡，赠云骑尉世职。又一族孙席尔泰任员外郎，其长子徐元梦历事康雍乾三朝，官至尚书，曾署理内阁大学士，后入祀贤良祠。徐元梦之孙舒赫德官至武英殿大学士，亦入祀贤良祠。
镶白旗阿哈那世居雅尔湖，其子根泰从征云南沅江府第三登城，赐巴图鲁号，授骑都尉兼一云骑尉世职。同旗图巴海世居叶赫，其孙福喀任防御，从征江西、云南等地有功，优赠骑都尉世职。世居雅尔湖的镶白旗达括、顺布禄、世居爱亲和罗的镶红旗布瞻、世居黑龙江的正蓝旗颜布禄、世居沾河的正蓝旗卓满、世居吉阳麻路河的镶红旗哈明阿、正蓝旗赖碧汉后裔均因战功获封云骑尉世职。

## 近现代人物
文学家老舍之子舒乙认为其家族为舒穆禄氏，但有学者认为这种说法尚待考证。